# دیودی
دیودی (به مجاری:  Gyugy) یک منطقهٔ مسکونی در مجارستان است که در ناحیه فونیود واقع شده‌است. دیودی ۱۵٫۳۱ کیلومتر مربع مساحت و ۲۹۴ نفر جمعیت دارد.